# Wettina ontario
Wettina ontario är en kvalsterart som beskrevs av Cook 1976. Wettina ontario ingår i släktet Wettina och familjen Pionidae. Inga underarter finns listade i Catalogue of Life.